# Lacistema hasslerianum

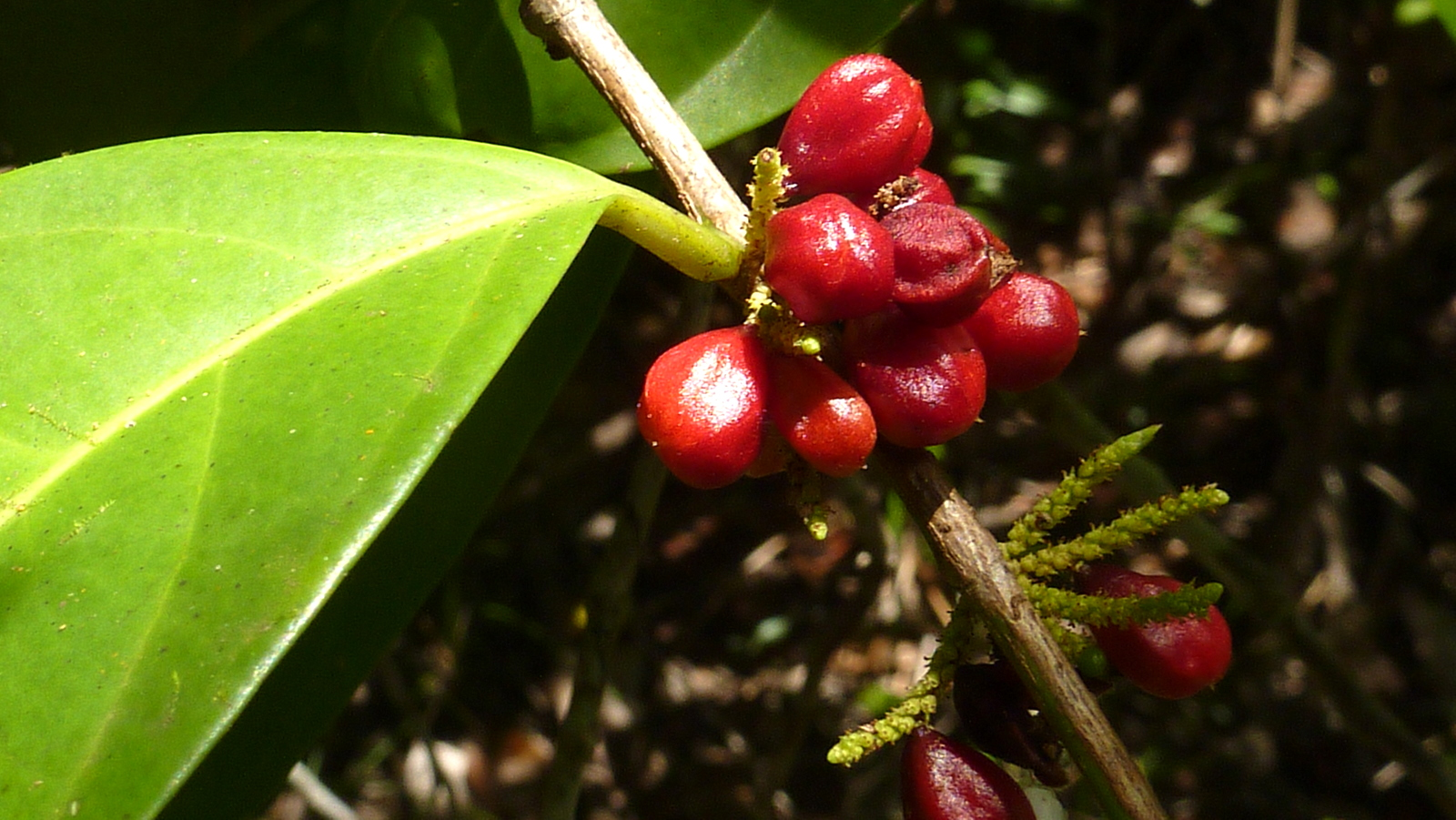
Blütenstände und Früchte

Lacistema hasslerianum ist ein Baum in der Familie der Lacistematacea aus dem zentralen bis südöstlichen Brasilien bis ins nördlichere Argentinien und aus Paraguay.

## Beschreibung
Lacistema hasslerianum wächst als kleiner, immergrüner Baum bis zu 4–5 Meter hoch. Der Stammdurchmesser erreicht etwa 15–20 Zentimeter.
Die einfachen, kurz gestielten, meist kahlen und leicht ledrigen Laubblätter sind wechselständig. Der kurze, rinnige Blattstiel ist bis 6–10 Millimeter lang. Die eiförmigen bis verkehrt-eiförmigen oder elliptischen, lanzettlichen Blätter sind 5–14,5 Zentimeter lang und 2–4,5 Zentimeter breit. Der Blattrand ist meist ganz bis manchmal feingezähnt, an der Spitze sind die Blätter bespitzt, spitz bis zugespitzt. Es sind kleine und abfallende Nebenblätter ausgebildet.
Die Blüten erscheinen in achselständigen, meist in Büscheln erscheinenden, sehr kurzen und dünnen, zylindrischen Kätzchen. Die sehr kleinen, leicht duftenden und zwittrigen, fast sitzenden Blüten sind weiß. Die Blüten mit einfacher Blütenhülle besitzen jeweils ein Deckblatt und zwei linealische Vorblätter, die Kronblätter fehlen. Sie besitzen 3–4 kleine, schmale und ungleiche Kelchblätter und nur ein Staubblatt und einen oberständigen, kahlen Fruchtknoten mit einem minimalen Griffel und drei Narbenspitzchen sowie einen hohen, becherförmigen Diskus der den Fruchtknoten überragt.
Es werden kleine, rote, ledrig-fleischige und lokulizide, einsamige, kahle, etwa 7–10 Millimeter große, eiförmige bis rundliche Kapselfrüchte gebildet, die wie Beeren erscheinen. Die Samen besitzen einen weißen Arillus.